# Hank Azaria
Henry Albert Azaria (ismertebb nevén Hank Azaria, IPA: əˈzɛəriə, New York, 1964. április 25. –) hatszoros Primetime Emmy-díjas amerikai színész, szinkronszínész, humorista, producer. Leginkább a Simpson családban nyújtott szinkronszerepeiről ismert. A sorozatban több szereplőt is megszólaltat.

## Fiatalkora és családja
Queens-ben nőtt fel, szefárd zsidó szülők gyermekeként. Családja a görögországi Szaloniki származott. Apja ruhakészítő cégeket üzemeltetett, míg anyja őt és két testvérét nevelte fel: Stephanie-t és Elise-t. A családban ladino nyelven beszéltek.
Gyerekkorában memorizálta kedvelt filmjeinek, tévésorozatainak és stand-up előadásainak forgatókönyveit.

## Pályafutása
Karrierje kezdetén több műsorban is játszott, majd A Simpson család szinkronszerepeivel lett híres.

## Magánélete
Az 1990-es évek elején Julie Warner színésznő romantikus partnere volt. 1994-ben kezdődött kapcsolata Helen Hunt színésznővel, 1999. július 17-én összeházasodtak. Egy év házasság után Azaria elköltözött közös otthonukból, és hat hónapnyi távollét után Hunt bejelentette válásukat. Ezt 2000. december 18-án véglegesítették.
2007-ben Katie Wright színésznővel kezdett randevúzni, és abban az évben össze is házasodtak. 2009-ben született meg fiuk, Hal.
Kedveli Elvis Costello zenéjét, és azt állította, terapeuta lett volna, ha nem megy színésznek. A Keresztapa-trilógia hatására lett színész, példaképei Peter Sellers színész és Walt Frazier kosárlabdázó.

## Filmográfia
- 2001: Amerika kedvencei

## További információ
- Hank Azaria a PORT.hu-n (magyarul)
- Hank Azaria az Internetes Szinkronadatbázisban (magyarul)
- Hank Azaria az Internet Movie Database-ben (angolul)
- Hank Azaria a Rotten Tomatoeson (angolul)